# Максимов, Владимир Валерьевич
Влади́мир Вале́рьевич Макси́мов (род. 7 июня 1966, п. Лысьва, РСФСР, СССР) — советский, российский тяжелоатлет и пауэрлифтер, мастер спорта СССР по тяжелой атлетике, мастер спорта России международного класса по пауэрлифтингу.
Чемпион России по пауэрлифтингу (2003), чемпион по жиму лёжа мира (2005, 2006, 2007, 2009, 2010, 2011), Европы (2007, 2009), России (2003, 2004, 2006, 2008, 2011, 2011). Дважды абсолютный чемпион мира и рекордсмен мира и России: установил 26 рекордов в различных категориях, 15 из которых — действующие. Судья международной категории.

## Биография

### Тяжёлая атлетика
С 12 лет начал заниматься тяжёлой атлетикой в спортивном клубе г. Лысьва, выполнив через год 3-й разряд в весовой категории 52 кг. В 1982 году стал чемпионом ЦС «Трудовые резервы» среди юношей. Занимался под руководством тренера Сергея Федоровича Шулятьева.
В октябре 1983 года получил звание Мастера спорта СССР. В 20 лет стал вторым в России среди юниоров и четвертым в СССР в весовой категории 90 кг.

### Пауэрлифтинг
С 1990 по 2000 года активно не тренировался. В этот период заочно окончил Свердловский техникум физической культуры (1991—1993)
Первое выступление на территориальном чемпионате России 28 января 2001 года принесло звание мастера спорта России.
На 12-м Кубке России 9-4 октября 2001 года в Иркутске, где выполнил нормативы на звание мастера спорта России международного класса.
27 февраля 2003 года в Казани выиграл 16-й чемпионат России. На этом закончил выступление в пауэрлифтинге: не устраивал слишком маленький результат в становой тяге из-за недостаточной длины пальцев.

### Жим лёжа
Первый раз вышел на помост в чистом жиме на чемпионате России по жиму лежа в 2001 году в Перми, где занимался под руководством тренера Игоря Ивановича Корнейчука.
С тех пор именно в этом виде спорта совершал свои наиболее значимые победы, многократно становясь чемпионом как российского, так европейского и мирового уровня.
Абсолютный чемпион и рекордсмен России по жиму лёжа в категории свыше 125 кг.
Начиная с чемпионата мира WPC Lake George 2006 года, нередко выходил победителем сразу в двух категориях — ветеранской и, без скидок на возраст, в открытой.
В жиме лёжа установил 26 рекордов в различных категориях, 15 из которых — действующие (на 2022 год).
Мастер спорта международного класса (2003). Судья международной категории.
Работает пожарным в системе МВД.

## Иные награды
- Победитель акции «Человек года – 2001, 2002, 2005, 2008» в номинации «Рекорд года».
- Медаль МЧС России «За отличие в службе» I, II, III степени.
- Медаль МЧС России «За содружество во имя спасения»[6].